# Бабаев, Али Баба оглы
Али Баба оглы Бабаев (азерб. Əli Baba oğlu Babayev; 1910 — 1985) — советский военнослужащий, участник партизанского движения в Италии в годы Второй мировой войны.

## Биография
Али Бабаев родился в 1910 году в городе Нахичевань. В 1933 году окончил педагогический техникум, а в 1935 году — физико-математический факультет Азербайджанского государственного университета. С 1938 года являлся членом ВКП(б). С 1938 по 1939 год преподавал в посёлке Конагкенд. В 1940 году был призван в ряды Красной Армии. 
Али Бабаеву принадлежат большие заслуги в деле организации побегов партизан из лагеря военнопленных в городе Удине. В ноябре 1943 года он с группой военнопленных с помощью итальянских коммунистов совершил побег из лагеря и прибыл в штаб партизанской дивизии гарибальдийцев.
В 1944-45 гг. был командиром батальона Гарибальдийской бригады в Италии. Этот батальон имени Чапаева был организован в составе дивизии гарибальдийцев, сражавшейся в районе города Удине в Северной Италии. Командиром батальона был Али Бабаев (известный под прозвищем «Пиотто»), а комиссаром — политрук Красной Армии Иван Александров. Благодаря тому, что батальон Бабаева отличался храбростью в боях, он 10 раз заслуживал благодарность командования партизанской бригады. В батальоне имени Чапаева, которым командовал Бабаев, были и другие азербайджанцы. 
Али Бабаев, Орудж Алиев (партизанский псевдоним Моска) и Виталий Литовка (Александро) участвовали в составе группы бойцов батальона «Красные дьяволы» Гарибальдийской дивизии «ГАП Фриули» (итал. Battaglione Diavoli Rossi della Divisione Garibaldi «G.A.P. Friuli») во главе с Гелиндо Читосси (псевдоним Романо иль Манчино) в нападении 7 февраля 1945 года на тюрьму в Удине, из которой освободили 73 узника, в том числе многих приговорённых к смертной казни. При этом нападавшие не потеряли ни одного своего бойца. Сам Али Бабаев был на острие атаки и первым проник в тюрьму. За акцию освобождения узников группа бойцов-гарибальдистов получила благодарность от Главного командования Корпуса добровольцев свободы. О ней сообщили по лондонскому и московскому радио.
За умелое руководство партизанскими действиями против немецко-фашистских захватчиков, проявленные при этом личную отвагу и героизм, командование Гарибальдийских дивизий в мае 1945 года представило командира батальона Али Бабаева к серебряной медали «За воинскую доблесть». Сама награда, однако, так и не была вручена Бабаеву.
В январе 1951 года Бабаев был арестован в Баку за службу в Азербайджанском легионе, обвинён в государственной измене и в ноябре того же года осуждён военным трибуналом на 15 лет лишения свободы с конфискацией имущества. После смерти Сталина был амнистирован.